# Belvoir (Leicestershire)

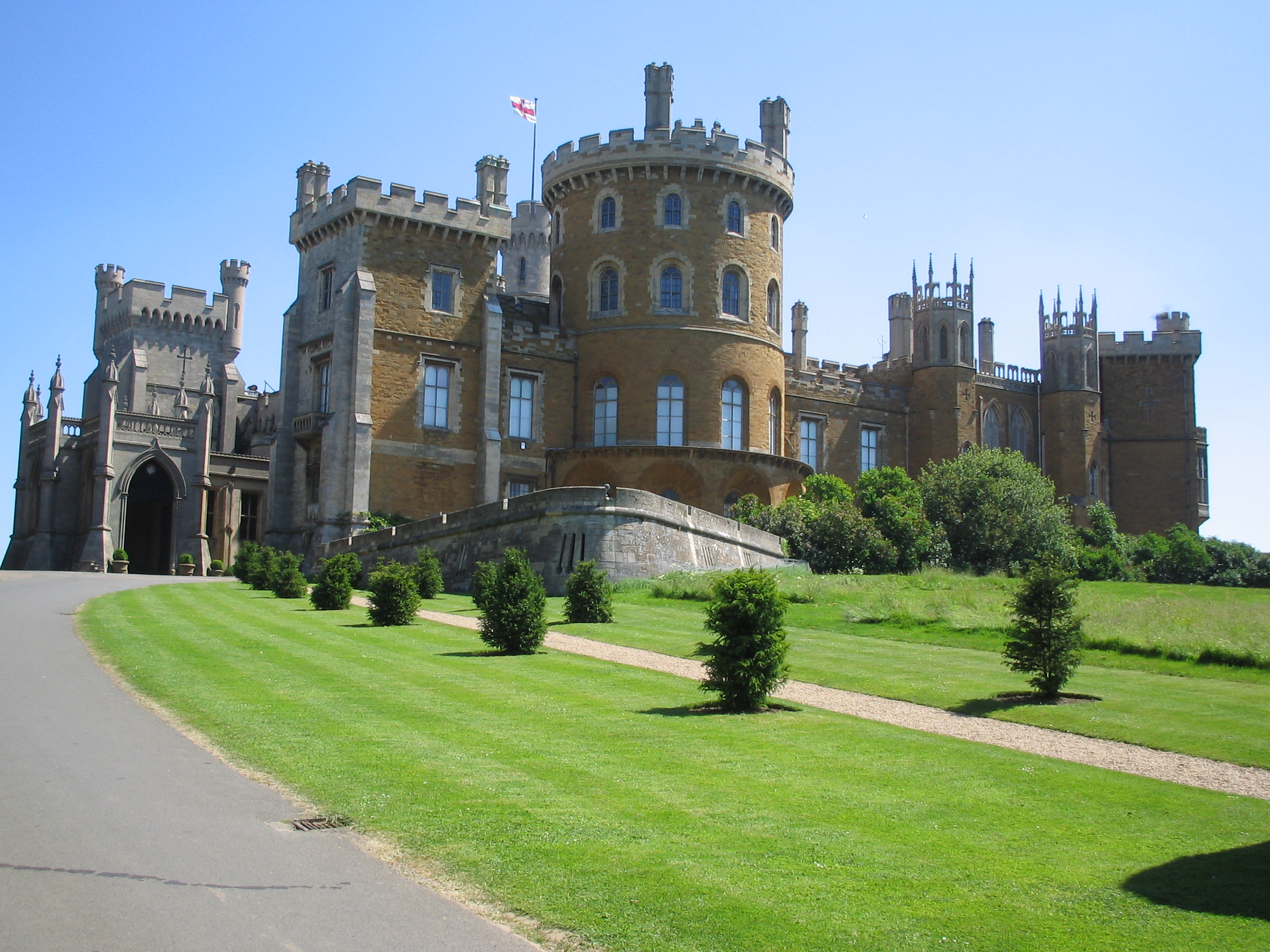
Il castello di Belvoir

Belvoir (pronuncia ˈbiːvər) è un villaggio e parrocchia civile del distretto di Melton nella contea del Leicestershire, nel Regno Unito.
Si trova vicino al confine di contea. La città più vicina è Grantham, nel Lincolnshire (circa 13 km a est del villaggio).
Il nome deriva dal francese Bel Voir (bella veduta o bella vista), datogli dai conquistatori Normanni. Gli abitanti anglosassoni del luogo, non riuscendo a pronunciare bene il nome straniero, lo pronunciavano come "beaver" (castoro) e tale pronuncia è rimasta fino ad oggi.
Nei pressi del villaggio si trova il castello di Belvoir. Costruito in origine dai Normanni, dopo che fu quasi completamente distrutto da un incendio fu ricostruito in stile gotico da James Wyatt nel 1801-13. È la sede dei duchi di Rutland.